# Liste der Kreisstraßen im Landkreis Mayen-Koblenz
Die Liste der Kreisstraßen im Landkreis Mayen-Koblenz ist eine Auflistung der Kreisstraßen im rheinland-pfälzischen Landkreis Mayen-Koblenz.

## Abkürzungen
- K: Kreisstraße
- L: Landesstraße

## Liste
Die Kreisstraßen behalten die ihnen zugewiesene Nummer in der Regel nicht bei einem Wechsel in einen anderen Landkreis oder in eine kreisfreie Stadt. Nicht vorhandene bzw. nicht nachgewiesene Kreisstraßen werden in Kursivdruck gekennzeichnet, ebenso Straßen und Straßenabschnitte, die unabhängig vom Grund (Herabstufung zu einer Gemeindestraße oder Höherstufung) keine Kreisstraßen mehr sind.
Der Straßenverlauf wird in der Regel von Nord nach Süd und von West nach Ost angegeben.
| Nr.  | Verlauf |
| ---- | --- |
| K 1  | – Kreisgrenze – (K 93 im Landkreis Vulkaneifel)                                                                     |
| K 2  | K 3 in Siebenbach – Eschbach – Herresbach –                                                                         |
| K 3  | – Siebenbach – K 2 – K 11 in Acht                                                                                   |
| K 4  | (K 93 im Landkreis Vulkaneifel) – Kreisgrenze –                                                                     |
| K 5  | – Münk – Ditscheid – L 96 – Kreisgrenze – (K 11 im Landkreis Cochem-Zell)                                           |
| K 6  | (K 97 im Landkreis Vulkaneifel) – Kreisgrenze – L 96                                                                |
| K 7  | L 96 – Bermel |
| K 8  | L 96 – Fensterseifen                                                                                                |
| K 9  | – Nachtsheim – Anschau – K 10 – L 96 in Niederelz                                                                   |
| K 10 | Mimbach – K 9 in Anschau                                                                                            |
| K 11 | – Oberbaar – Wanderath – K 12 – Büchel – Welschenbach – K 13 – Acht – K 3 – L 10 in Langenfeld                      |
| K 12 | K 11 – Freilingen – in Virneburg                                                                                    |
| K 13 | Engeln – K 11 in Welschenbach                                                                                       |
| K 14 | L 10 in Langenfeld – K 15 – Langscheid                                                                              |
| K 15 | K 14 – L 83 |
| K 16 | Netterhöfe – Kreisgrenze – (K 71 im Landkreis Ahrweiler) – Kreisgrenze – L 83                                       |
| K 18 | (K 63 im Landkreis Ahrweiler) – Kreisgrenze – Volkesfeld – L 83                                                     |
| K 19 | L 83 – Rieden – Kreisgrenze – (K 64 im Landkreis Ahrweiler)                                                         |
| K 20 | L 83 – L 82 – Ettringen – Kottenheim – K 93 – L 98 in Hausen                                                        |
| K 21 | Sankt Johann – K 22 – L 82 – K 93 in Mayen                                                                          |
| K 22 | K 21 in Sankt Johann – L 82 in Ettringen                                                                            |
| K 23 | in Kürrenberg – Reudelsterz                                                                                         |
| K 24 | L 98 – Cond |
| K 25 | – Berresheim – Alzheim – K 28 – L 52 in Kehrig                                                                      |
| K 26 | /L 98 – K 93 – Mayen – Betzing                                                                                      |
| K 27 | Nettesürsch – L 113                                                                                                 |
| K 28 | K 25 – Gering – L 82                                                                                                |
| K 29 | (K 32 im Landkreis Cochem-Zell) – Kreisgrenze – Pilliger Heck                                                       |
| K 31 | L 82 – Einig – K 32 – L 82 in Mertloch                                                                              |
| K 32 | K 31 in Einig – L 52 in Polch                                                                                       |
| K 33 | L 52 in Polch – L 82 in Mertloch                                                                                    |
| K 34 | L 82 in Mertloch – L 113 – Gappenach – Küttig – L 112 – K 45 in Kalt                                                |
| K 35 | (K 27 im Landkreis Cochem-Zell) – Kreisgrenze – Pillig – L 110 – Sevenich – L 113 in Münstermaifeld                 |
| K 37 | Keldung – Wierschem – K 38 – K 39 – L 113 in Münstermaifeld                                                         |
| K 38 | K 37 in Wierschem – Burg Eltz, Parkplatz                                                                            |
| K 39 | K 37 in Münstermaifeld – Lasserg – Kreisgrenze – (K 33 im Landkreis Cochem-Zell)                                    |
| K 40 | L 113 in Metternich – L 113 in Hatzenport                                                                           |
| K 41 | K 43 – Löf – |
| K 42 | L 82 – Mörz – K 43 – Moselsürsch – L 82                                                                             |
| K 43 | K 42 in Mörz – K 41 –                                                                                               |
| K 44 | L 121 – Urmitz – L 126                                                                                              |
| K 45 | L 112 – Kalt – K 34 – L 82                                                                                          |
| K 46 | L 113 – Kaan – K 48 – Rüber – K 49 – L 112                                                                          |
| K 47 | Andernach – K 91 – /                                                                                                |
| K 48 | K 46 in Kaan – Kerben – K 49 – L 52                                                                                 |
| K 49 | Ruitsch – L 52 – Kerben – K 48 – K 46 in Rüber                                                                      |
| K 50 | L 52 – Lonnig – L 112 – Solliger Höfe – L 117                                                                       |
| K 51 | L 113 – Welling – L 98                                                                                              |
| K 52 | – Kruft – K 94 in Ochtendung                                                                                        |
| K 53 | L 113 – L 119 |
| K 55 | L 120 in Mendig – in Thür                                                                                           |
| K 56 | L 82 – Kreisgrenze – (K 70 im Landkreis Ahrweiler)                                                                  |
| K 57 | K 58 in Kell – L 116                                                                                                |
| K 58 | L 113 – Kell – K 57 – Eich – L 116                                                                                  |
| K 61 | – Kretz |
| K 62 | in Plaidt – in Miesenheim                                                                                           |
| K 63 | in Miesenheim – Saffig – L 123 – L 98 in Ochtendung                                                                 |
| K 65 | L 126 in Kaltenengers – L 121                                                                                       |
| K 66 | L 98 in Bassenheim – L 52                                                                                           |
| K 67 | L 52 – Wolken – L 52                                                                                                |
| K 68 | in Dieblich-West – K 69 – in Dieblich-Ost                                                                           |
| K 69 | K 68 in Dieblich-West – – Dieblich-Berg – Mariaroth – L 208                                                         |
| K 70 | L 117 in Kobern-Gondorf – Moselgoldbrücke – Niederfell – Schwalberhof                                               |
| K 71 | in Oberfell – L 214 in Pfaffenheck                                                                                  |
| K 72 | L 206 – K 73 – K 75 – Kreisgrenze – (K 119 im Rhein-Hunsrück-Kreis)                                                 |
| K 73 | Stabenhof – K 72 |
| K 74 | L 206 – Ehrenburgertal                                                                                              |
| K 75 | Kröpplingen – K 72                                                                                                  |
| K 76 | L 207 – Nörtershausen                                                                                               |
| K 78 | (K 124 im Rhein-Hunsrück-Kreis) – Kreisgrenze – Siebenborn – Spay – – Kreisgrenze – (K 123 im Rhein-Hunsrück-Kreis) |
| K 79 | – Hünenfeld |
| K 80 | – Weitersburg – K 81 – in Vallendar                                                                                 |
| K 81 | L 307 – K 80 in Weitersburg                                                                                         |
| K 82 | in Vallendar – Niederwerth                                                                                          |
| K 83 | L 308 in Vallendar – Mallendar – K 84                                                                               |
| K 84 | – Urbar – K 85 – K 83 – Kreisgrenze – (K 113 im Westerwaldkreis)                                                    |
| K 85 | – Urbar – K 84 – Kreisgrenze – (K 17 in Koblenz)                                                                    |
| K 86 | L 125 – Flugplatz Koblenz-Winningen                                                                                 |
| K 87 | L 121 in Weißenthurm – Kettig                                                                                       |
| K 88 | L 125 in Mülheim-Kärlich – L 98 in Bassenheim                                                                       |
| K 89 | (K 21 in Koblenz) – Kreisgrenze – L 125                                                                             |
| K 90 | (K 115 im Landkreis Neuwied) – Kreisgrenze – L 306 in Stromberg                                                     |
| K 91 | K 47 – L 121 in Weißenthurm                                                                                         |
| K 92 | Nitztal – L 10 |
| K 93 | / – K 20 – K 21 – K 26                                                                                              |
| K 94 | L 117 – Ochtendung – K 52 – L 98 – L 117                                                                            |
| K 95 | Sackenheimerhof – L 52                                                                                              |
| K 96 | L 121 – Mülheim-Kärlich – L 125 – L 127                                                                             |